# لوئیس اررا
لوئیس اررا (اسپانیایی: Luis Herrera‎؛ زادهٔ ۱۲ ژوئن ۱۹۶۲) بازیکن فوتبال اهل کلمبیا بود.
از باشگاه‌هایی که در آن بازی کرده‌است می‌توان به باشگاه فوتبال اتلتیکو ناسیونال اشاره کرد.
وی همچنین در تیم ملی فوتبال کلمبیا بازی کرده‌است.